# 53e cérémonie des Golden Globes
La 53e cérémonie des Golden Globes a eu lieu le 21 janvier 1996, récompensant les films et séries diffusés en 1995 et les professionnels s'étant distingués cette année-là.

## Palmarès
Les lauréats sont indiqués ci-dessous en premier de chaque catégorie et en caractères gras.

### Cinéma

#### Meilleur film dramatique
- Raison et Sentiments (Sense and Sensibility)
  - Apollo 13
  - Braveheart
  - Leaving Las Vegas
  - Sur la route de Madison (The Bridges of Madison County)

#### Meilleur film musical ou comédie
- Babe, le cochon devenu berger (Babe)
  - Get Shorty
  - Sabrina
  - Le Président et Miss Wade (The American President)
  - Toy Story

#### Meilleur réalisateur
- Mel Gibson pour Braveheart
  - Mike Figgis pour Leaving Las Vegas
  - Ron Howard pour Apollo 13
  - Ang Lee pour Raison et Sentiments (Sense and Sensibility)
  - Rob Reiner pour Le Président et Miss Wade (The American President)
  - Martin Scorsese pour Casino

#### Meilleur acteur dans un film dramatique
- Nicolas Cage pour le rôle de Ben Sanderson dans Leaving Las Vegas
  - Sean Penn pour le rôle de Matthew Poncelet dans La Dernière Marche (Dead Man Walking)
  - Richard Dreyfuss pour le rôle de Glenn Holland dans Professeur Holland (Mr. Holland's Opus)
  - Anthony Hopkins pour le rôle de Richard Nixon dans Nixon
  - Ian McKellen pour le rôle de Richard III dans Richard III

#### Meilleure actrice dans un film dramatique
- Sharon Stone pour le rôle de Ginger McKenna dans Casino
  - Susan Sarandon pour le rôle de la sœur Helen Prejean dans La Dernière Marche (Dead Man Walking)
  - Elisabeth Shue pour le rôle de Sera dans Leaving Las Vegas
  - Emma Thompson pour le rôle d'Elinor Dashwood dans Raison et Sentiments (Sense and Sensibility)
  - Meryl Streep pour le rôle de Francesca Johnson dans Sur la route de Madison (The Bridges of Madison County)

#### Meilleur acteur dans un film musical ou une comédie
- John Travolta pour le rôle de Chili Palmer dans Get Shorty
  - Steve Martin pour le rôle de George Banks dans Le Père de la mariée 2 (Father of the Bride Part II)
  - Harrison Ford pour le rôle de Linus Larrabee dans Sabrina
  - Michael Douglas pour le rôle du Président Andrew Shepherd dans Le Président et Miss Wade (The American President)
  - Patrick Swayze pour le rôle de Vida Boheme dans Extravagances (To Wong Foo Thanks for Everything, Julie Newmar)

#### Meilleure actrice dans un film musical ou une comédie
- Nicole Kidman pour le rôle de Suzanne Stone Maretto dans Prête à tout (To Die For)
  - Vanessa Redgrave pour le rôle de Miss Bentley dans Romance sur le lac (A Month by the Lake)
  - Toni Collette pour le rôle de Muriel Heslop dans Muriel (Muriel's Wedding)
  - Annette Bening pour le rôle de Sydney Ellen Wade dans Le Président et Miss Wade (The American President)
  - Sandra Bullock pour le rôle de Lucy Eleanor Moderatz dans L'Amour à tout prix (While You Were Sleeping)

#### Meilleur acteur dans un second rôle
- Brad Pitt pour le rôle de Jeffrey Goines dans L'Armée des douze singes (Twelve Monkeys)
  - Ed Harris pour le rôle de Gene Kranz dans Apollo 13
  - Tim Roth pour le rôle d'Archibald Cunningham dans Rob Roy
  - Kevin Spacey pour le rôle de Roger « Verbal » Kint dans Usual Suspects (The Usual Suspects)
  - John Leguizamo pour le rôle de Chi-Chi Rodriguez dans Extravagances (To Wong Foo Thanks for Everything, Julie Newmar)

#### Meilleure actrice dans un second rôle
- Mira Sorvino pour le rôle de Linda Ash dans Maudite Aphrodite (Mighty Aphrodite)
  - Kathleen Quinlan pour le rôle de Marilyn Lovell dans Apollo 13
  - Kate Winslet pour le rôle de Marianne Dashwood dans Raison et Sentiments (Sense and Sensibility)
  - Kyra Sedgwick pour le rôle de Emma Rae dans Amour et Mensonges (Something to Talk About)
  - Anjelica Huston pour le rôle de Mary dans Crossing Guard (The Crossing Guard)

#### Meilleur scénario
- Raison et Sentiments (Sense and Sensibility) – Emma Thompson
  - Le Président et Miss Wade (The American President) – Aaron Sorkin
  - Braveheart – Randall Wallace
  - La Dernière Marche (Dead Man Walking) – Tim Robbins
  - Get Shorty – Scott Frank
  - Professeur Holland (Mr. Holland's Opus) – Patrick Sheane Duncan

#### Meilleure chanson originale
- "L'Air du vent" interprétée par Vanessa Williams – Pocahontas
  - "Have You Ever Really Loved a Woman?" interprétée par Bryan Adams – Don Juan DeMarco
  - "Hold Me, Thrill Me, Kiss Me, Kill Me" interprétée par U2 – Batman Forever
  - "Moonlight" interprétée par Michael Dees – Sabrina
  - "You've Got a Friend in Me" interprétée par Randy Newman – Toy Story

#### Meilleure musique de film
- Les Vendanges de feu (A Walk in the Clouds) – Maurice Jarre
  - Braveheart – James Horner
  - Don Juan DeMarco – Michael Kamen
  - Pocahontas – Alan Menken
  - Raison et Sentiments (Sense and Sensibility) – Patrick Doyle

#### Meilleur film étranger
- Les Misérables •  France
  - Frère sommeil (Schlafes Bruder) •  Allemagne
  - Gazon maudit •  France
  - Comme deux crocodiles (Come due coccodrilli) •  France /  Italie /  Royaume-Uni
  - Shanghai Triad (摇啊摇，摇到外婆桥) •  Chine

### Télévision
Note : le symbole « ♕ » rappelle le gagnant de l'année précédente (si nomination).

#### Meilleure série dramatique
- La Vie à cinq (Party of Five)
  - La Vie à tout prix (Chicago Hope)
  - Urgences (ER)
  - Murder One
  - New York Police Blues (NYPD Blue)

#### Meilleure série musicale ou comique
- Cybill
  - Frasier ♕
  - Friends
  - Dingue de toi (Mad About You) ♕
  - Seinfeld

#### Meilleure mini-série ou meilleur téléfilm
- Le Silence des innocents (Indictment: The McMartin Trial)
  - Citizen X
  - Les Chroniques de Heidi (The Heidi Chronicles)
  - Les Galons du silence (Serving in Silence: The Margarethe Cammermeyer Story)
  - Truman

#### Meilleur acteur dans une série dramatique
- Jimmy Smits pour le rôle de Bobby Simone dans New York Police Blues (NYPD Blue)
  - Daniel Benzali pour le rôle de Ted Hoffman dans Murder One
  - Anthony Edwards pour le rôle du Dr Mark Greene dans Urgences (ER)
  - George Clooney pour le rôle du Dr Doug Ross dans Urgences (ER)
  - David Duchovny pour le rôle de Fox Mulder dans X-Files : Aux frontières du réel (The X-Files)

#### Meilleure actrice dans une série dramatique
- Jane Seymour pour le rôle du Dr Michaëla Quinn dans Docteur Quinn, femme médecin (Dr. Quinn, Medicine Woman)
  - Gillian Anderson pour le rôle de Dana Scully dans X-Files : Aux frontières du réel (The X-Files)
  - Kathy Baker pour le rôle du Dr Jill Brock dans Un drôle de shérif (Picket Fences)
  - Heather Locklear pour le rôle de Amanda Woodward Burns dans Melrose Place (Place Melrose)
  - Sherry Stringfield pour le rôle du Dr Susan Lewis dans Urgences (ER)

#### Meilleur acteur dans une série musicale ou comique
- Kelsey Grammer pour le rôle du Dr Frasier Crane dans Frasier
  - Tim Allen pour le rôle de Tim Taylor dans Papa bricole (Home Improvement) ♕
  - Garry Shandling pour le rôle de Larry Sanders dans The Larry Sanders Show
  - Jerry Seinfeld pour le rôle de Jerry Seinfeld dans Seinfeld
  - Paul Reiser pour le rôle de Paul Buchman dans Dingue de toi (Mad About You)

#### Meilleure actrice dans une série musicale ou comique
- Cybill Shepherd pour le rôle de Cybill Sheridan dans Cybill
  - Candice Bergen pour le rôle de Murphy Brown dans Murphy Brown
  - Ellen DeGeneres pour le rôle d'Ellen Morgan dans Ellen
  - Fran Drescher pour le rôle de Fran Fine dans Une nounou d'enfer (The Nanny)
  - Helen Hunt pour le rôle de Jamie Buchman dans Dingue de toi (Mad About You) ♕

#### Meilleur acteur dans une mini-série ou un téléfilm
- Gary Sinise pour le rôle de Harry S. Truman dans Truman
  - Alec Baldwin pour le rôle de Stanley Kowalski dans Un tramway nommé Désir
  - Charles S. Dutton pour le rôle de Boy Willie dans The Piano Lesson
  - Laurence Fishburne pour le rôle de Hannibal "Iowa" Lee Jr. dans Pilotes de choix (The Tuskegee Airmen)
  - James Woods pour le rôle de Danny Davis dans Le Silence des innocents (Indictment: The McMartin Trial)

#### Meilleure actrice dans une mini-série ou un téléfilm
- Jessica Lange pour le rôle de Blanche DuBois dans Un tramway nommé Désir (A Streetcar Named Desire)
  - Glenn Close pour le rôle de Margarethe Cammermeyer dans Les Galons du silence (Serving in Silence: The Margarethe Cammermeyer Story)
  - Jamie Lee Curtis pour le rôle de Heidi Holland dans Les Chroniques de Heidi (The Heidi Chronicles)
  - Sally Field pour le rôle de Bess Alcott Steed Garner dans Les Tourments du destin (A Woman of Independent Means)
  - Linda Hamilton pour le rôle de Rosemary Holmstrom dans A Mother's Prayer

#### Meilleur acteur dans un second rôle dans une série, une mini-série ou un téléfilm
- Donald Sutherland pour le rôle du colonel Mikhail Fetisov dans Citizen X
  - Sam Elliott pour le rôle de Wild Bill Hickok dans Buffalo Girls
  - Tom Hulce pour le rôle de Peter Patrone dans Les Chroniques de Heidi (The Heidi Chronicles)
  - David Hyde Pierce pour le rôle du Dr Niles Crane dans Frasier
  - Henry Thomas pour le rôle de Ray Buckey dans Le Silence des innocents (Indictment: The McMartin Trial)

#### Meilleure actrice dans un second rôle dans une série, une mini-série ou un téléfilm
- Shirley Knight pour le rôle de Peggy Buckey  dans Le Silence des innocents (Indictment: The McMartin Trial)
  - Christine Baranski pour le rôle de Maryanne Thorpe dans Cybill
  - Judy Davis pour le rôle de Diane dans Les Galons du silence (Serving in Silence: The Margarethe Cammermeyer Story)
  - Melanie Griffith pour le rôle de Dora DuFran dans Buffalo Girls
  - Lisa Kudrow pour le rôle de Phoebe Buffay dans Friends
  - Julianna Margulies pour le rôle de Carol Hathaway dans Urgences (ER)

### Spéciales

#### Cecil B. DeMille Award
- Sir Sean Connery

#### Mr. Golden Globe
- Freddie Prinze Jr.

#### Miss Golden Globe
- Jaime Dudney

## Récompenses et nominations multiples

### Nominations multiples

#### Cinéma
6 : Raison et Sentiments
5 : Le Président et Miss Wade
4 : Apollo 13, Braveheart, Leaving Las Vegas
3 : La Dernière Marche, Sabrina, Get Shorty
2 : Pocahontas, Don Juan DeMarco, Extravagances, Professeur Holland, Casino, Toy Story, Sur la route de Madison

#### Télévision
5 : Urgences
4 : Le Silence des innocents
3 : Cybill, Frasier, Dingue de toi, Les Chroniques de Heidi, Les Galons du silence
2 : New York Police Blues, Citizen X, Truman, Un tramway nommé Désir, Murder One, Friends, Seinfeld, X-Files : Aux frontières du réel, Buffalo Girl

#### Personnalité
2 : Emma Thompson

### Récompenses multiples
Légende : Nombre de récompenses/Nombre de nominations

#### Cinéma
2 / 6 : Raison et Sentiments

#### Télévision
2 / 3 : Cybill
2 / 4 : Le Silence des innocents

#### Personnalité
Aucune

### Les grands perdants

#### Cinéma
0 / 5 : Le Président et Miss Wade
0 / 4 : Apollo 13

#### Télévision
0 / 5 : Urgences